# بوگدان ساونکو
بوگدان ساونکو (اوکراینی: Богдан Володимирович Савенко؛ زادهٔ ۲۰ نوامبر ۱۹۷۴) بازیکن هاکی روی یخ اهل اوکراین است. وی همچنین بازیکنان هاکی روی یخ در المپیک زمستانی ۲۰۰۲ بوده‌است.